# Mendesius albosignatus
Mendesius albosignatus är en insektsart som beskrevs av Piza Jr. 1960. Mendesius albosignatus ingår i släktet Mendesius och familjen vårtbitare. Inga underarter finns listade i Catalogue of Life.